# جيسي ميلر
جيسي ميلر (بالإنجليزية: Jesse Miller)‏ هو عازف جاز أمريكي، ولد في 16 أغسطس 1921، وتوفي في 24 يناير 1950.